# Heaven's Gate (filme)
Heaven's Gate (O Portal do Paraíso, no Brasil; As Portas do Céu, em Portugal) é um filme épico de faroeste estadunidense de 1980. Escrito e dirigido por Michael Cimino e vagamente baseado na Guerra do Condado de Johnson, ele retrata uma disputa fictícia entre barões da terra e imigrantes europeus em Wyoming na década de 1890. Os dois protagonistas encontram-se questionando seu papel no conflito furioso entre ricos proprietários de terras e imigrantes europeus que tentam construir uma nova vida na fronteira americana, que culmina em uma batalha campal brutal. A batalha resultante é baseada no sangrento e real conflito. O filme apresenta um elenco conjunto, incluindo Kris Kristofferson, Christopher Walken, Isabelle Huppert, Jeff Bridges, John Hurt, Sam Waterston, Brad Dourif, Joseph Cotten, Geoffrey Lewis, David Mansfield, Richard Masur, Terry O'Quinn, Mickey Rourke,  Willem Dafoe e Nicholas Woodeson, os dois últimos em seus primeiros papéis no cinema. É notável por ser um dos maiores fiascos de bilheteria de todos os tempos, perdendo para o estúdio cerca de US$ 37 milhões (US$ 114 milhões em dólares de 2012). É referido muitas vezes como sendo o filme que "matou o Western". Ele também foi inicialmente visto como um dos piores filmes já feitos.
Houve grandes revezes na produção do filme devido a custos e tempo excedentes, imprensa negativa (incluindo alegações de crueldade com animais no set) e rumores sobre o estilo de direção alegadamente autoritário de Cimino; o filme foi aberto a críticas ferozes, ganhando apenas US$ 3,5 milhões nos Estados Unidos (de um orçamento estimado em US$ 44 milhões), fazendo com que seu estúdio, a United Artists, desmoronasse e destruindo efetivamente a reputação de Cimino, um auteur de Hollywood em ascensão, que vinha do sucesso de seu filme de 1978, The Deer Hunter, vencedor do Oscar de melhor filme e melhor diretor em 1979. Cimino, que recebeu um Framboesa de Ouro de pior diretor por este filme, tinha uma visão cara e ambiciosa, empurrando a produção quase quatro vezes acima do orçamento planejado. Seus problemas financeiros resultantes e o consequente desaparecimento da United Artists levaram a um afastamento do breve período de produção cinematográfica da indústria cinematográfica norte-americana na década de 1970, conhecido como Nova Hollywood, em direção ao maior controle de estúdio dos filmes, como predominara em Hollywood até o final da década de 1960.
Nas décadas seguintes desde o lançamento, no entanto, a avaliação geral de Heaven's Gate tornou-se mais positiva. A reedição de 1980 foi caracterizada como "uma das maiores injustiças da história do cinema" e, posteriormente, as reedições foram aclamadas pela crítica. A BBC classificou o filme Heaven's Gate na posição 98 em seus 100 maiores filmes americanos de todos os tempos. Foi nomeado na 54ª edição do Oscar de melhor direção de arte para Tambi Larsen e James L. Berkey e a nomeação de melhor filme na Palma de Ouro da 71ª edição do Festival de Cannes.

## Sinopse
A sua acção decorre durante a Guerra do Condado de Johnson, entre os barões do gado e imigrantes europeus na década de 1890, no Wyoming.

## Elenco
- Kris Kristofferson: James Averill
- Christopher Walken: Nathan D. "Nate" Champion
- John Hurt: William C. "Billy" Irvine
- Sam Waterston: Frank Canton
- Brad Dourif: Mr. Eggleston
- Isabelle Huppert: Ella Watson
- Joseph Cotten: The Reverend Doctor
- Jeff Bridges: John L. Bridges
- Geoffrey Lewis: Trapper Fred
- Paul Koslo: Prefeito Charlie Lezak
- Richard Masur: Cully
- Ronnie Hawkins: Major Wolcott
- Terry O'Quinn: Capitão Minardi
- Tom Noonan: Jake
- Mickey Rourke: Nick Ray
- Willem Dafoe: ponta não creditada

## Produção
Para a realização do filme, gastaram cerca de US$ 40 milhões (no valor atual a cifra equivale a US$ 200 milhões), mas só arrecadaram US$ 1 milhão nas bilheterias (ou seja, houve um prejuízo de quase 98%), um dos piores resultados de bilheteria da história cinematográfica.

### Duração do filme
Em 26 de junho de 1980, Cimino previu uma workprint para executivos da United Artists que supostamente levava cinco horas e vinte e cinco minutos (325 minutos), o que Cimino disse que era "cerca de 15 minutos a mais do que o corte final seria".
Os executivos se recusaram terminantemente a lançar o filme naquele tempo e mais uma vez pensaram em demitir Cimino. No entanto, Cimino prometeu-lhes que poderia reeditar o filme e passou o verão inteiro e o outono de 1980 fazendo isso, finalmente reduzindo-o a sua duração original de 3 horas e 39 minutos (219 minutos). A abertura original em larga escala no Natal de 1979 veio e se foi, então United Artists e Cimino finalmente marcaram uma data de lançamento em novembro de 1980.

### Acusações de crueldade aos animais
O filme foi marcado por acusações de crueldade contra os animais durante a produção. Uma afirmação era que cavalos vivos eram sangrados pelo pescoço sem lhes dar analgésicos para que o sangue deles pudesse ser coletado e espalhado pelos atores em uma cena. A American Humane Association (AHA) afirmou que quatro cavalos foram mortos e muitos mais feridos durante uma cena de batalha. Foi alegado que um dos cavalos foi explodido por dinamite. Esta filmagem aparece no corte final do filme.
A AHA foi impedida de monitorar a ação do animal no set. De acordo com a AHA, o dono de um cavalo maltratado entrou com uma ação contra os produtores, o diretor, a Partisan Productions e o encarregado pelos cavalos. Proprietário citou uma ofensa injusta e quebra de contrato por privar intencionalmente o seu cavalo árabe de cuidar adequadamente. A ação citou "o grave trauma físico e comportamental e a desfiguração" do cavalo. O caso foi resolvido fora do tribunal.
Houve acusações de brigas reais de luta de galos, galinhas decapitadas e um grupo de vacas estripadas para fornecer "intestinos falsos" para os atores. O clamor levou a Screen Actors Guild (SAG) e a Alliance of Motion Picture and Television Producers (AMPTP) a autorizar contratualmente a AHA a monitorar o uso de todos os animais em todas as mídias filmadas.
O filme está listado na lista de filmes inaceitáveis da AHA. A AHA protestou contra o filme distribuindo um comunicado de imprensa internacional detalhando as afirmações de crueldade contra os animais e pedindo que as pessoas o boicotassem. AHA organizou piquetes fora dos cinemas em Hollywood, enquanto as sociedades humanas locais fizeram o mesmo em todos os EUA. Embora Heaven's Gate não tenha sido o primeiro filme a ter animais mortos durante a sua produção, acredita-se que o filme tenha sido o grande responsável por desencadear o uso agora comum do aviso "Nenhum animal foi ferido..." e uma supervisão mais rigorosa dos atos animais. pela AHA, que inspecionava a produção de filmes desde os anos 1940.
Todas as versões disponíveis lançadas no Reino Unido (incluindo o corte de diretores de 2012) obrigaram os cortes do British Board of Film Classification à crueldade contra os animais.

## Prêmios e Indicações

### Prêmios
Framboesa de Ouro
- Pior Diretor: 1981[19]

### Indicações
Festival de Cannes
- Palma de Ouro (melhor filme): 1981[20]

 Óscar
- Melhor Direção de Arte: 1982[21]

 Framboesa de Ouro
- Pior filme: 1981
- Pior ator: Kris Kristofferson - 1981
- Pior roteiro: 1981
- Pior trilha sonora: 1981